# ソユーズ25号
ソユーズ25号（Soyuz 25 、ロシア語: Союз 25）は、1977年のソビエト連邦の有人宇宙飛行である。10日前に打ち上げられたばかりの新しいサリュート6号を訪れた初めてのミッションである。しかしこのミッションは、乗組員のウラジーミル・コワリョーノクとワレリー・リューミンは、5度の試みでも宇宙ステーションのドッキングラッチに機体を結合させることができず、ミッションは中止された。ステーションの反対側へのドッキングを試みるのに充分な燃料がなかったため、彼らは地球に戻った。
この失敗は、宇宙飛行の際には乗組員の少なくとも1人が経験者でなければならないとするルールの制定に繋がった。

## 乗組員
- 船長 - ウラジーミル・コワリョーノク(1)
- フライトエンジニア - ワレリー・リューミン(1)

### バックアップ
- 船長 - ユーリ・ロマネンコ
- フライトエンジニア - アレクサンドル・イワンチェンコフ

## ミッションハイライト
ソユーズ25号は、1977年10月9日に2人の乗組員を乗せて打ち上げられた。10日前の9月29日に打ち上げられた軌道上のサリュート6号へドッキングすることが目的であった。乗組員は、恐らくそれまでの宇宙滞在記録であったスカイラブ4号の84日間を塗り替える約90日間滞在することとなっていた。滞在する宇宙ステーションは、ミッションの間でも補給船やその他の宇宙船が訪れることができるように、2つめのドッキングポートを備えるように改良された、新しいサリュートであった。
打上げ翌日、ソユーズは宇宙ステーションに接近し、前方のポートに接触したが、ドッキングすることはできなかった。乗組員は地上の管制員に対して、彼らは4度挑戦したが、ドッキングできなかったと報告した。
20周回目で、コワリョーノクはソユーズをステーションから引き離し、23周回目で5度目のドッキングの挑戦を行ったが、再び失敗した。ソユーズは約2日分のバッテリーしか備えておらず、反対側のポートへのドッキングを試みる燃料は残っていなかったため、地球への帰還が決断された。
新たな報道発表では、以下のように述べられた。
モスクワ時間の今日（10月10日）7時9分、ソユーズ25号とサリュート6号は自動ランデブーが始まった。120mの距離から、手動操縦に切り替わった。計画されたドッキング手順から外れたため、連結が外れた。乗組員は地球に帰還する準備を始めた。

そのため、ソユーズ25号は早期に大気圏再突入し、10月11日、カザフスタンのアスタナ北西185kmに着陸した。
国内のメディアは、この打上げがスプートニク1号やボストーク1号と同じ発射台を用い、さらに十月革命のちょうど60周年に当たると宣伝していたため、この失敗はソビエト連邦にとって大きな打撃となった。
この問題は、後のソユーズ26号で船外活動によりサリュート6号の2番目のドッキングポートを調査して初めて、ソユーズの機構の不備に由来することが明らかとなった。
このミッションの失敗により、この後のミッションでは、最低1人の宇宙飛行経験者を含まなければならないというルールが制定された。このルールにより、どちらも宇宙飛行未経験であったバックアップ乗組員のユーリ・ロマネンコとアレクサンドル・イワンチェンコフは、将来のミッションで、どちらも経験者とペアを組んで初飛行を行うこととなった。このルールは、1994年のソユーズTM-19まで緩められることはなかった。

## パラメータ
Mass: 6,860 kg
Perigee: 198.5 km
Apogee: 258.1 km
Inclination: 51.66° 
Period: 88.66分